# Славута (Виньковецкий район)
Славута (укр. Славута) — село в Виньковецком районе Хмельницкой области Украины.
Население по переписи 2001 года составляло 122 человека. Почтовый индекс — 32526. Телефонный код — 3846. Занимает площадь 0,793 км². Код КОАТУУ — 6823382006.

## Местный совет
32523, Хмельницкая обл., Виньковецкий р-н, с. Нетечинцы